# John James Robertson Croes
John James Robertson Croes (* 25. November 1834 in Richmond, Virginia; † 17. März 1906 in Yonkers) war ein US-amerikanischer Bauingenieur, der ab 1901 Vorsitzender der American Society of Civil Engineers war.

## Werdegang
Er war der Sohn von Robert B. Croes, eines Geistlichen der Protestant Episcopal Church und seinerseits jüngster Sohn von John Croes, erster Bischof von New Jersey. John James Robertson Croes' Großvater mütterlicherseits war James Robertson, ein in Philadelphia tätiger Banker, der als Abgeordneter im Pennsylvania State Senate saß. Croes besuchte die St. James School, Maryland in Hagerstown, Maryland, wo er 1853 ein Studium der Kunst und des Bauingenieurwesens abschloss.
Nach seinem College-Abschluss war er mehrere Jahre im Stab der New Jersey Railroad and Transportation Company tätig und half anschließend beim Bau des Ridgewood Reservoirs in Queens der Brooklyn Waterworks unter James P. Kirkwood.
1860 ernannte Alfred W. Craven, Chefingenieur des Croton Aqueducts, Croes zum Hauptassistenten von General George S. Greene für den Entwurf des New Central Park-Reservoir des Croton-Wasserwerks, die Installation des großen Rohrs auf der High Bridge in New York City und anderer Teile der Erweiterung des Croton-Wasserwerks. Als General Greene in den Sezessionskrieg gerufen wurde, wurde Croes Bauleiter.

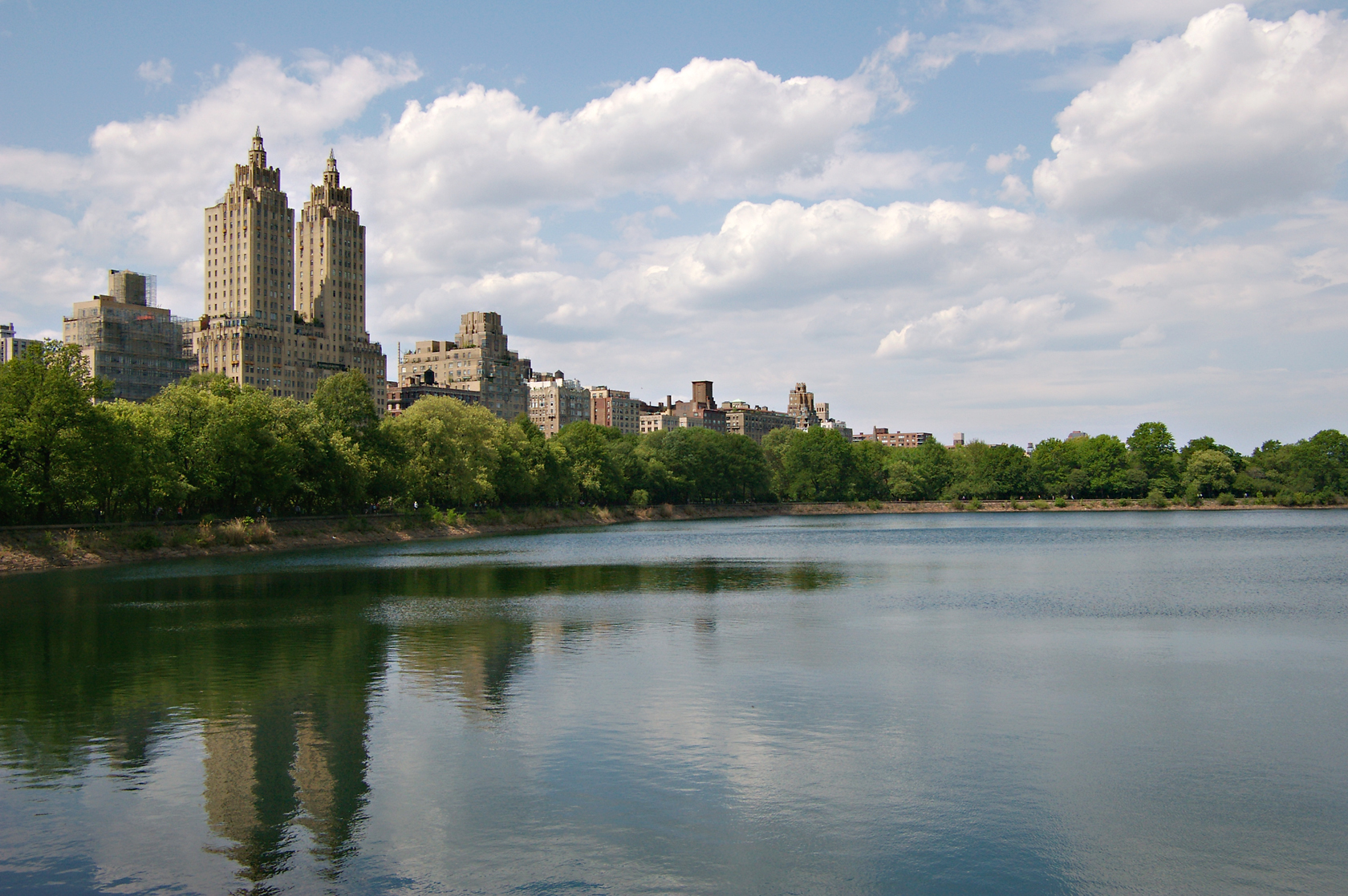
Das Jacqueline Kennedy Onassis Reservoir wurde als Central Park-Reservoir des Croton-Wasserwerks errichtet.

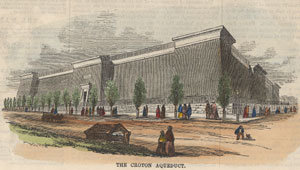
Bis 1890 wurde das Trinkwasser aus den Croton Distributing Reservoir bezogen.

1863 war er als Assistant Engineer am Washington Aqueduct im Innenministerium (später Bureau of Reclamation) tätig und verantwortlich für die Fertigstellung der Cabin John Bridge, der Leitung und des Great Falls-Staudamms.
1865 war er mit Untersuchungen für eine neue Wasserversorgung von Cincinnati und nach dem Sezessionskrieg am 23. Juni 1865 mit Hafenverbesserungen in St. Louis unter James P. Kirkwood beschäftigt.
Im Dezember 1865 kehrte er nach New York zurück, um Studien zum Bau von Trinkwasserstauseen im Einzugsgebiet des Croton River durchzuführen. Das Boyds Corner Reservoir wurde durch die erste Beton-Talsperre in den Vereinigten Staaten errichtet und war eines der Ergebnisse von Mr. Croes Studie zum Croton Watershed im Norden von Westchester County und Putnam County (New York). Bis 1870 war Croes an der Planung des Dammes beteiligt anschließend dominierte William Tweed das Geschehen bei Croton Aqueduct. Croes legte der American Society of Civil Engineers 1872 eine Studie mit dem Titel „Memoir of the Construction of a Masonry Dam“ vor, erhielt die erste Norman Medal und die Gesellschaft beschloss, diese jährlich zu verleihen und nach ihm zu benennen.
Memoir of the Construction of a Masonry Dam,

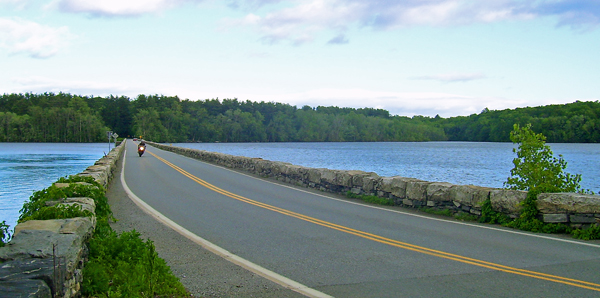
Das Boyds Corner Reservoir wurde durch die erste Beton Talsperre in den Vereinigten Staaten errichtet. Croes war an der Konzeption im Croton Watershed beteiligt.

Am 10. Januar 1874 gemeindete New York City einen Teil von Süd-Yonkers, als 23. und 24. Bezirk, die späteren West-Bronx ein. Das Board of Commissiones of the Department of Public Parks ernannte Croes zum Bauingenieur und topografischen Ingenieur und Frederick Law Olmsted zum Landschaftsarchitekten, um Straßen und Parks für das Gebiet zu entwerfen. Bis 1877 machte er Bauleitplanung für 13.000 Hektar.
Bis 1891 war er Chefingenieur für den Bau einer der vorgeschlagenen Linien, der Suburban Rapid Transit Company, die 1883 ihre Hochstraße baute.
Als Beratender Ingenieur hatte er den Auftrag für Projekte zur Wasserversorgung von Sewark und Syracuse, New York, zwei Berichte zur Wasserversorgung von New York City, zur Planung und zum Bau von Wasserwerken in Indianapolis, Dienstleistungen für Schnelltransportkommissionen.
Er hat auch "The Statistical Tables of American Waterworks" zusammengestellt und bearbeitet, was in Amerika zu einem bekannten Nachschlagewerk wurde.
Croes wurde 1867 zum Mitglied der American Society of Civil Engineers gewählt, 1876 zum Direktor, 1877–1887 zum Schatzmeister, 1888 zum Vizepräsidenten und 1901 zum Präsidenten dieser Gesellschaft gewählt Mitglied anderer amerikanischer Gesellschaften, die mit Wasserwerken und der öffentlichen Gesundheit verbunden sind.
1895 wurde er vom Gouverneur von New York in die Palisades Interstate Park Commission beauftragt, wo er bei der Schaffung des Parks beriet. Er arbeitete auch an der Gestaltung von Straßen und Parks im Norden Manhattans.
Croes war bis wenige Tage vor seinem Tod aktiv tätig und zuletzt als Ingenieur des Lake Carnegie (New Jersey) and Bridges an der Princeton University in New Jersey beschäftigt.